# English Electric Lightning
De English Electric Lightning was de supersonische onderscheppingsjager van de RAF uit de Koude Oorlog, gebouwd door English Electric. Het was de enige Britse jager die een snelheid van meer dan mach 2 kon bereiken en de Britse tegenpool voor de Lockheed F-104 Starfighter.
Er werden totaal 339 stuks van gebouwd; hiervan is slechts een tiental overgebleven. Deze staan in diverse musea opgesteld of dienen als 'poortwachter' aan een vliegbasis.

## Gebruik
De RAF had het toestel in dienst van 1959 tot 1988. Gedurende deze periode waren ze gelegerd op de volgende vliegbases:
- RAF Akrotiri (Cyprus)
- RAF Binbrook
- RAF Bruntingthorpe
- RAF Coltishall
- RAF Geilenkirchen (W-Dld)
- RAF Gütersloh (W-Dld)
- RAF Leconfield
- RAF Middleton St George
- RAF Leuchars
- RAF Tengah (Singapore)
- RAF Wattisham

De Lightning was daar in gebruik bij 9 operationele RAF-luchtverdedigingssquadrons; No. 5, 11, 19, 23, 29, 56, 74, 92 en 111 Sqn.
No. 5 Squadron werd in oktober 1965 op RAF Binbrook heropgericht en werd het eerste RAF-squadron dat met de Lightning F6 vloog. No. 5 Squadron vloog er ook langer mee dan enig ander squadron. Het was het eerste Lightningsquadron dat gebruik maakte van de unieke boven op de vleugels gemonteerde pylontanks.
Afgetankt door Handley Page Victor-tankers legden toestellen van dit squadron meermaals zeer lange afstanden af, onder meer naar Bahrein waarbij 6440 km in 8 uur werd afgelegd. In 1969 vloog het hele squadron naar RAF Tengah in Singapore voor oefeningen met de Royal Australian Air Force en andere in het Verre Oosten gelegerde Britse eenheden. In 1987 was het squadron nog maar met negen toestellen uitgerust en werd het als Lightningeenheid afgebouwd. De vliegers kregen andere plaatsingen doch sommigen werden op RAF Binbrook bij 11 sqn ondergebracht waar ze nog een half jaar langer met de Lightning doorvlogen. Zo eindigde een 22-jarige samenwerking met hetzelfde vliegtuigtype opererend vanaf dezelfde basis.
In 1967 werd No. 11 squadron op RAF Leuchars heropgericht om met enkele splinternieuwe F6 Lightnings het in die tijd ontstane gat in de Britse luchtverdediging te dichten. Leuchars kreeg de zware taak om de meest noordelijke zone te bewaken.
Deze strekte zich uit vanaf de Deense Faeröereilandengroep richting IJsland en omvatte tevens de beruchte Faroe Gap; een bar en eenzaam zeegebied waarbij een gemist contact met een tankvliegtuig het verlies van vlieger en toestel betekende.
In dit gedeelte vonden ook de meeste confrontaties plaats met langeafstandsbommenwerpers van de Sovjet-Unie. De QRA-dienst van RAF Leuchars heeft in die jaren veel ontmoetingen gehad met toestellen van het type Bear, Bison en Badger. In 1972 werd 11 squadron naar RAF Binbrook overgeplaatst en voegde zich bij 5 squadron voor een 16-jarig partnerschap.
Vanwege het drastisch afnemende aantal Lightnings werd besloten dat een volledige conversie-eenheid niet meer nodig was en werd 226 OCU opgeheven. In 1974 werd 11 Sqn daardoor vergroot van 2 naar 3 “flights”.
In 1979 vierde men de 25e verjaardag van de Lightning en was er een demonstratie van 25 toestellen op RAF Binbrook voorzien. Ook zouden negen toestellen in de kleuren van de negen operationele squadrons overvliegen. Het weer was die dag slecht en de demo werd afgelast.
Als laatste operationele Lightningeenheid moesten de vliegers van 11 Sqn hun toestellen tijdens de laatste vlucht ter beschikking stellen voor Battle Damage Repair-oefeningen, opstelling als poortwachter, brandweertraining of preservatie in luchtvaartmusea.
De Lightning werd ook geëxporteerd en was ingedeeld bij de luchtmachten van:
- Koeweit in de periode van 1968-1977
- Saoedi-Arabië in de periode van 1967-1986

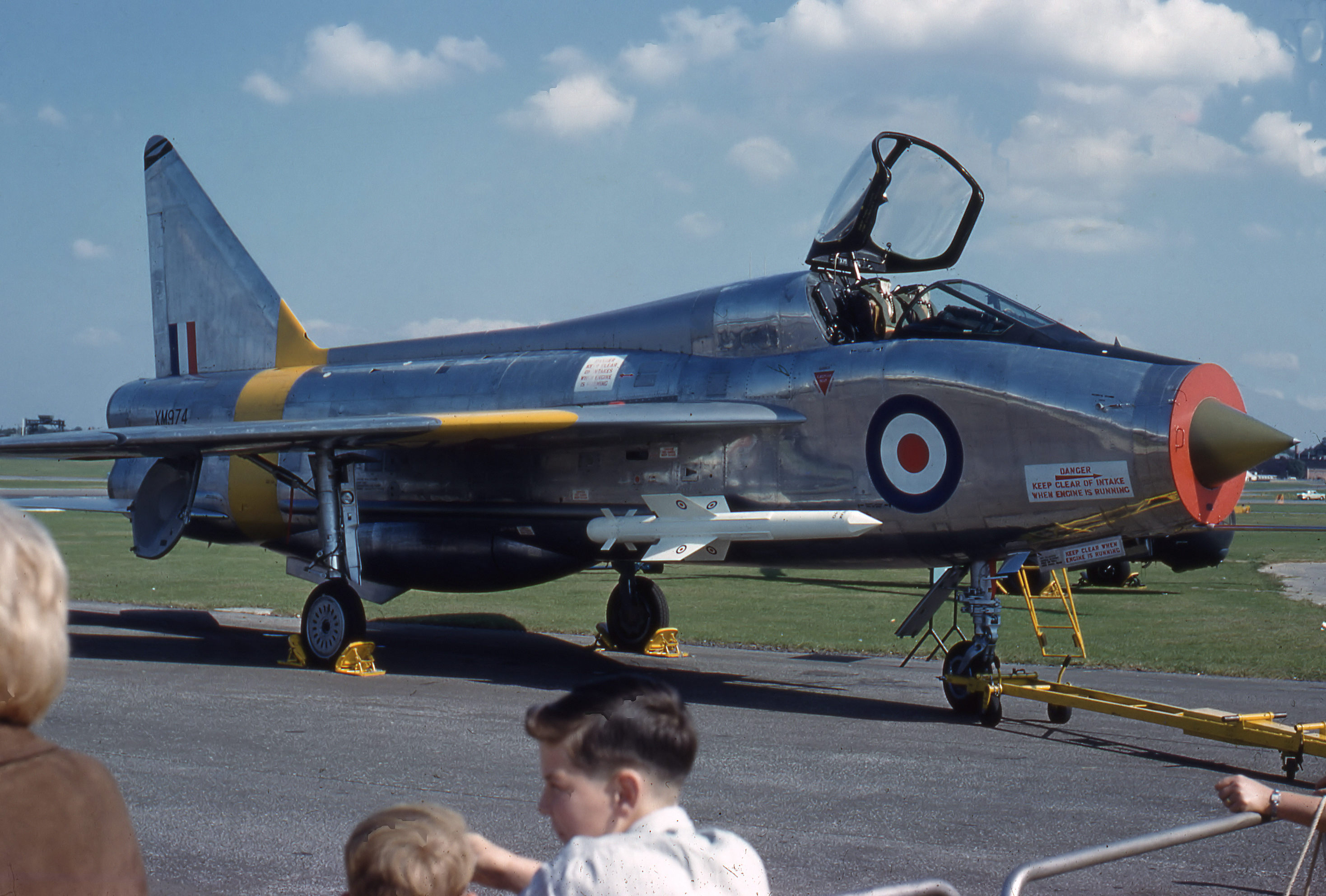
F3 Lightning. Met vergrote bellytank en Red Top-raketten

## Geschiedenis
De eerste prototypevlucht met de English Electric Lightning P1A vond plaats in augustus 1954 op RAF Boscombe Down. Hierbij kwam meteen het manco van dit toestel aan het licht. Het ontwerp was zodanig dat bijna de gehele romp door de krachtige motoren in beslag werd genomen. De Lightning kon daarom slechts een beperkte brandstofvoorraad meenemen. Het prototype heeft een afgeronde driehoeksvorm van de luchtinlaat vooraan terwijl de luchtinlaat van de productieversie rond is.
Productieversies:

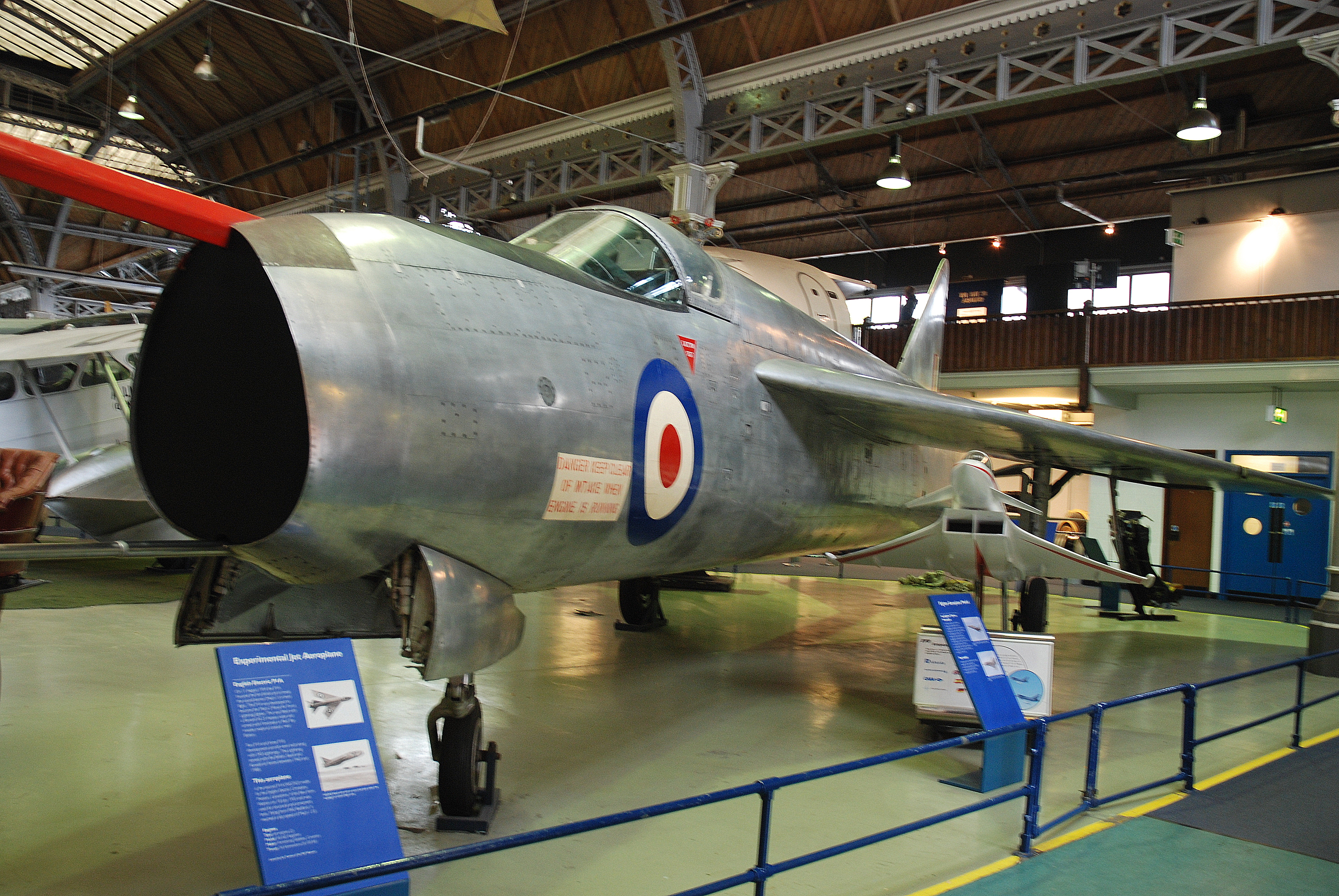
English Electric Lightning P1A in het Museum of Science and Industry in Manchester

- De eerste F1 Lightning-productieversie vloog in december 1959 op RAF Coltishall bij 74 Squadron.

Het toestel was standaard uitgerust met Rolls Royce Avon 200R-motoren, VHF-radio, twee 30mm-Adenkanonnen in de neus, twee Firestreak-raketten en de Ferranti 20 Airpass-radar.
- De T4 Lightning was de tweezitstrainingsversie gebaseerd op de F1-versie.
- De verbeterde F2 Lightning deed in juni 1961 zijn intrede bij 19 Sqn.

Dit toestel was uitgerust met sterkere Avon 211R-motoren, vier 30mm-Adenkanonnen en een vergrote bellytank, waarmee het toestel twee uur in de lucht kon blijven.
Dit type werd ook aan de Saoedische en Koeweitse luchtmacht geleverd.
- De F3-versie was in feite een F2 maar voorzien van een verbeterde Ferranti 23-radar en UHF-radio.

De kanonbewapening werd verwijderd en vervangen door Red Top-raketten.
Ook werd bij dit toestel de naam veranderd.
Vanwege fusies in de Britse luchtvaartindustrie werd het toestel nu aangeduid als de British Aerospace Corporation BAC F3 Lightning.
- De F6-versie was de laatste verbeterde versie van de Lightning.

Het was een verbeterde F3-versie met pylontanks die boven op de vleugels waren gemonteerd, waardoor een aanzienlijk groter bereik werd verkregen.
Ook van dit type werden toestellen aan de Saoedische luchtmacht geleverd.
Op het toestel waren gewoonlijk twee plekken waar markeringen werden aangebracht: op de neus vlak onder de cockpit en op de staart. De neusmarkering bestond uit een kleurige rechthoekige balk aan weerszijden van het RAF-herkenningsteken en de staartmarkering bestond uit het squadron badge-embleem. Deze markeringen veranderden in die tijd nogal vaak; vele werden slechts op enkele toestellen aangebracht en dan ook voor een speciale gelegenheid. Ook werden wijzigingen aangebracht als het camouflagepatroon veranderde en de markering hierin wegviel, maar de meest rigoureuze wijziging werd gedaan om een geheel andere reden. De Britse Defensieraad besliste in 1966 – nadat men had gezien dat de bekende rood-witschaakbordmarkering van 56 Sqn langs een geheel staartvlak was aangebracht – dat men te snel door de vijand zou worden opgemerkt. Daarom moesten alle markeringen door minder goed zichtbare worden vervangen.

## Inzet
Hoewel de Lightning in de Koude Oorlog periode talloze malen werd ingezet bij onderscheppingsacties tegen hoog binnenvliegende Russische vliegtuigen die de NAVO luchtverdediging kwamen testen, heeft het toestel nooit daadwerkelijk aan gevechtsacties meegedaan.

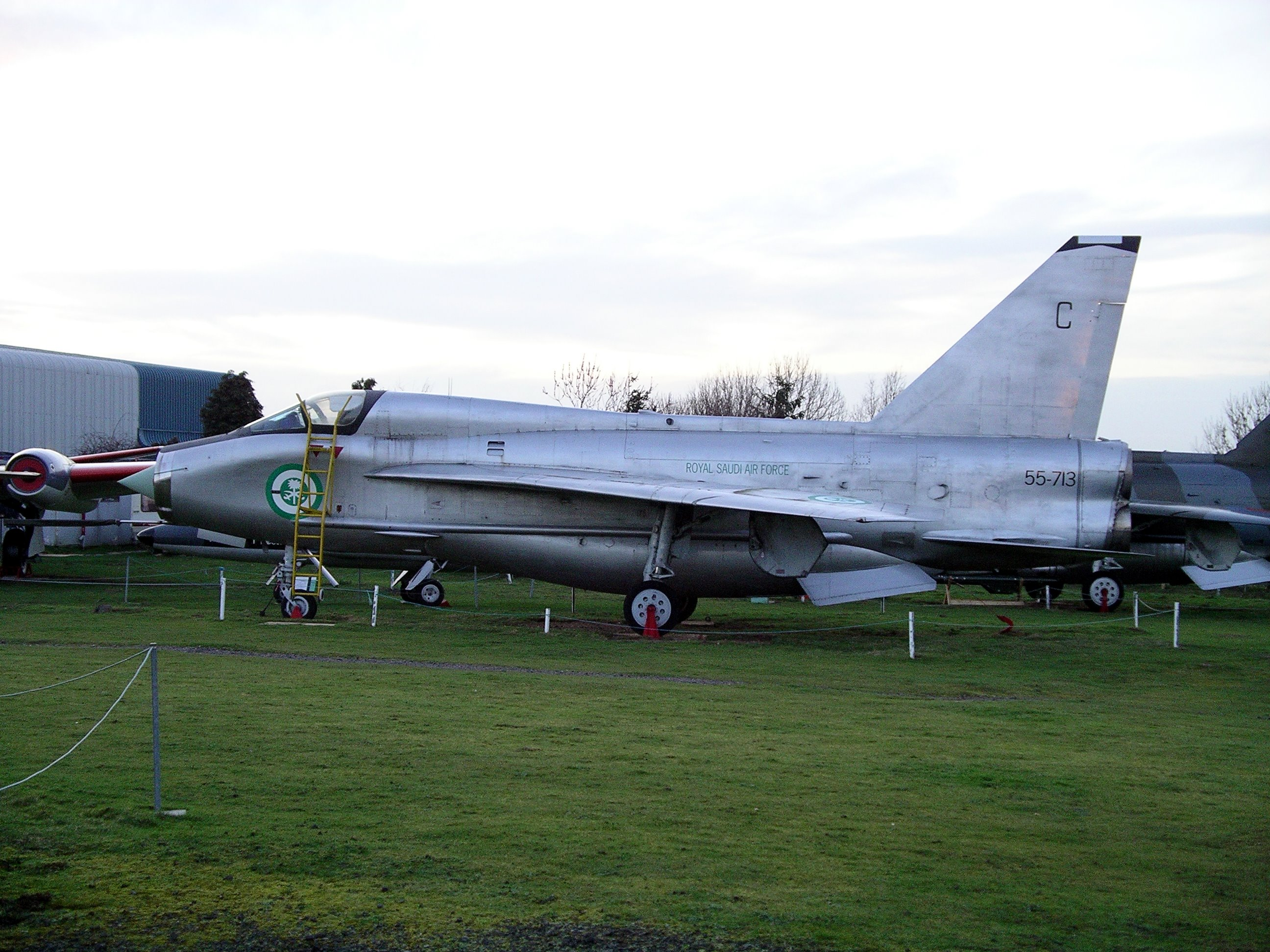
Een Saudische Lightning